# حسن سلطان (لاعب كرة الماء)
حسن سلطان هو لاعب كرة الماء مصري، ولد في 6 أغسطس 1983.

## وصلات خارجية
- حسن سلطان على موقع أوليمبيديا (الإنجليزية)